# Choléra (mets)
Pour la maladie infectieuse, voir Choléra.
Le choléra ou Gommer Cholera, est une tarte ou une tourte valaisanne roborative, originaire de Goms dans le district de Conches (chouera en patois local[pas clair]). Sa garniture consiste en une superposition de légumes (pommes de terre, oignons, poireaux), de fruits (pommes, poires) et de fromage locaux,. 

## Dénomination
L’origine populaire du nom le fait remonter à l’épidémie de choléra de 1836 qui, interrompant les échanges commerciaux locaux, avait obligé les montagnards à improviser un plat en mélangeant ce qui leur restait,. Gommer Cholera est attesté en 1881.
Une autre hypothèse propose qu’il dériverait de chola, ou cholu, « charbon » en allemand valaisan ; cholära désigne le local à l’arrière de l’habitation où on entreposait le charbon. Le terme viendrait alors du fait que la tourte était cuite dans une poêle posée sur du charbon. Bettina Mutter (1971) donne pour variantes cholleri ou chollera.

## Composition
Il s'agit d'une abaisse de pâte feuilletée (on trouve des versions en pâte brisée) garnie de pomme de terre, d'oignon et de poireau cuits puis refroidis et ensuite couverts successivement de fromage à raclette et enfin de pommes frites. La pâte feuilletée est dorée à l'œuf. Les poireaux ou les choux sont optionnels, tout comme la couche de fruits : pomme, poire ou abricot.
Localement le fromage employé est le Gommer doux de la Vallée de Conches ou würtzig (piquant) Gommer Bergkäse.
La cuisson se fait au four (200 °C - 390 °F) entre 40 et 60 min.
La recette évolue, il existe de nos jours des choléra en portion individuelle.